# Tsèhaytu Bèraki
Tsèhaytu Bèraki, née en 1939 à Quatit, alors en Afrique orientale italienne, aujourd'hui en Érythrée, morte le 24 mai 2018 à Rotterdam, est une chanteuse et musicienne (joueuse de krar) érythréenne.

## Biographie
Elle commence à apprendre à 8 ans à jouer du krar, un instrument traditionnel de musique, à cinq cordes, proche de la lyre, et maîtrise parfaitement l'instrument à 11 ans. Bravant l'interdiction familiale, elle anime pendant des années un bar d'Asmara, y jouant treize heures par jour. Les musiciens de passage l'écoutent et l'invitent souvent à jouer avec eux. Enfin, au début des années 1970, un producteur, Tewelde Redda, l'emmène jusqu'à Addis-Abeba pour enregistrer. Elle crée une dizaine de disques pour le label Philips, devient une star en Éthiopie et Érythrée, et passe régulièrement à la télévision. Mais les guerres civiles éclatent à partir du milieu de cette décennie 1970, notamment une guerre pour l'indépendance de l'Érythrée. Elle s'engage au côté du Front de libération de l'Érythrée, s'opposant à la junte militaire éthiopienne dirigée par Mengistu Haile Mariam. Elle troque ses chansons d'amour contre des chansons de lutte, et se produit sur le front armé, puis s'installe une dizaine d'années au Soudan, avant de devoir quitter la région et de s'exiler aux Pays-Bas, en 1988,,.
En 2004, elle enregistre un double CD, Selam, produit par un groupe post-punk et de free jazz néerlandais, The Ex. C'est un double album regroupant ses chansons les plus importantes, ainsi que des compositions récentes marquées par la nostalgie et l'éloignement,. Elle meurt en mai 2018 à Rotterdam.

### Webographie
- Ressources relatives à la musique :   - Discogs
  - MusicBrainz
  - Muziekweb
- Ressource relative à l'audiovisuel :   - Africultures
- Notice dans un dictionnaire ou une encyclopédie généraliste :   - Dictionnaire universel des créatrices
- Notices d'autorité :   - VIAF
  - ISNI
  - BnF (données)
  - IdRef
  - GND
- « Album Selam. Tsehaytu Beraki », sur Africultures.